# Curcuma tongii
Curcuma tongii là một loài thực vật có hoa trong họ Gừng. Loài này được Yun-Hong Tan và Li-Xia Zhang mô tả khoa học đầu tiên năm 2019. Mẫu định danh: Yun-Hong Tan 7168, thu thập ngày 24 tháng 5 năm 2013, ở cao độ 948 m, tọa độ 21°38′10″B 100°18′2″Đ / 21,63611°B 100,30056°Đ, rừng lá kim-lá rộng Bố Lãng Sơn, huyện Mãnh Hải, châu tự trị Tây Song Bản Nạp, Trung Quốc.

## Từ nguyên
Tính từ định danh tongii là để vinh danh giáo sư Shao-Quan Tong.

## Phân bố
Nó là loài bản địa miền nam tỉnh Vân Nam, tây nam Trung Quốc.

## Mô tả
Các loài thuộc phân chi Ecomatae có quan hệ họ hàng gần là C. singularis, C. flaviflora và C. newmanii.